# Kongsøya
Kongsøya is een onbewoond eiland in de Barentszzee. Het maakt deel uit van Spitsbergen en van Kong Karls Land. Kongsøya heeft een oppervlakte van 191 km² en een omtrek van 132 kilometer. Het hoogste punt van het eiland is Retziusfjellet met een hoogte van 312 meter. Kongsøya vormt een onderdeel van het Natuurreservaat Noordoost-Spitsbergen. Op het eiland ligt de gletsjer Rundisen.

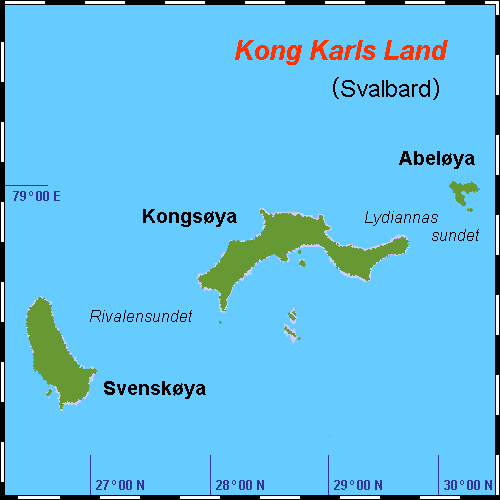
Detailkaart